# Dupax del Sur
Dupax del Sur (Bayan ng Dupax del Sur) är en kommun i Filippinerna. Kommunen ligger på ön Luzon, och tillhör provinsen Nueva Vizcaya. Folkmängden uppgår till 16 371 invånare.

## Barangayer
Dupax del Sur är indelat i 19 barangayer.
| - Abaca - Banila - Carolotan - Gabut - Ganao (Lingad) - Lukidnon - Mangayang - Palabotan - Biruk - Bagumbayan | - Balsain - Canabay - Domang - Dopaj - Kimbutan - Kinabuan - Sanguit - Santa Maria - Talbek |